# オマーンの行政区画
オマーンの行政区画（オマーンのぎょうせいくかく）では、オマーンの行政区画について記述する。
2011年まではオマーンは5つの地方（ミンタカ)と4つの行政区（ムハーファザ）に分かれていたが、2011年10月28日をもって地方は廃止され、地方のうち2つを分割して、11の行政区（ムハーファザ）によって分割されるようになった。それらは、さらに62の行政単位（ウィラーヤ、州）に分かれる。
| 番号  | 行政区画             | アラビア語       | 中心都市   | 面積 (km²) | 人口 (2013) | ウィラーヤ |
| ----- | -------------------- | ---------------- | ---------- | ---------- | ----------- | ---------- |
| 1     | ダーヒリーヤ行政区   | المنطقة الداخلية | ニズワ     | 31,212     | 387,111     | 8          |
| 2     | ザーヒラ行政区       | منطقة الظاهرة    | イブリー   | 36,211     | 178,841     | 3          |
| 3     | 北バーティナ行政区   | شمال الباطنة     | スハール   | 7,883      | 638,574     | 6          |
| 4     | 南バーティナ行政区   | جنوب الباطنة     | ルスターク | 4,626      | 343,707     | 6          |
| 5     | ブライミ特別行政区   | محافظة البريمي   | ブライミ   | 7,604      | 96,613      | 3          |
| 6     | ウスタ行政区         | المنطقة الوسطى   | ハイマー   | 77,861     | 40,151      | 4          |
| 7     | 北シャルキーヤ行政区 | شمال الشرقية     | イブラー   | 21,136     | 23,032      | 6          |
| 8     | 南シャルキーヤ行政区 | جنوب الشرقية     | スール     | 14,803     | 258,275     | 5          |
| 9     | ドファール特別行政区 | محافظة ظفار      | サラーラ   | 99,697     | 369,625     | 9          |
| 10    | マスカット特別行政区 | محافظة مسقط      | マスカット | 3,671      | 1,155,861   | 6          |
| 11    | ムサンダム特別行政区 | محافظة مسندم     | ハサブ     | 1,724      | 37,259      | 5          |
| Total | オマーン             | سلطنة عمان       | マスカット | 308,324    | 3,739,955 1 | 62         |

- データはCitypopulation.de, OMAN: Administrative Division、GeoHive.com, Omanによる。

1：どこの行政区画に所属しているかが不明な人（99,358人、2012年）と外国人（115,251人、2013年）を除く。

## 変遷
- 1958年9月8日：飛び地グワーダルをパキスタンに売却。
- 1967年11月30日：イギリス保護領クリアムリア諸島を現在のドファール特別行政区に編入。
- 2006年10月：ザーヒラ地方より北部地域が分離。分割された北部地域はブライミ特別行政区として発足。
- 2011年10月28日：これまであった2地方（ミンタカ）を南北分割し、計4つの地方が作られた[4]。以下は分割対象となった地方である。
  - バーティナ地方：現在の北バーティナ地方と南バーティナ地方。
  - シャルキーヤ地方：現在の北シャルキーヤ地方と南シャルキーヤ地方。